# Edward Duniewicz
Edward Duniewicz (? – ? 1876 Brzozów) byl rakouský politik polské národnosti z Haliče, během revolučního roku 1848 poslanec Říšského sněmu. Zastupoval volební obvod Narajów, dnes Narajiv (Нараїв) na Ukrajině. Náležel ke sněmovní levici.
V letech 1841–1849 se uvádí coby majitel panství Lipowce (okres Przemyślany), poté panství Kiernica (okres Gródek), v roce 1851 panství Nowoszyce (okres Sambor); od roku 1867 nájemce v Brzozówě (vše v Haliči). V letech 1867–1873 působil jako místopředseda okresní rady v Brzozówě.